# Estiracàcies
Styracaceae és una petita família de plantes amb flors dins l'ordre Ericales, consta d'11 gèneres i unes 160 espècies d'arbres i arbusts. Són plantes natives de les regions temperades càlides i subtropicals de l'Hemisferi Nord.

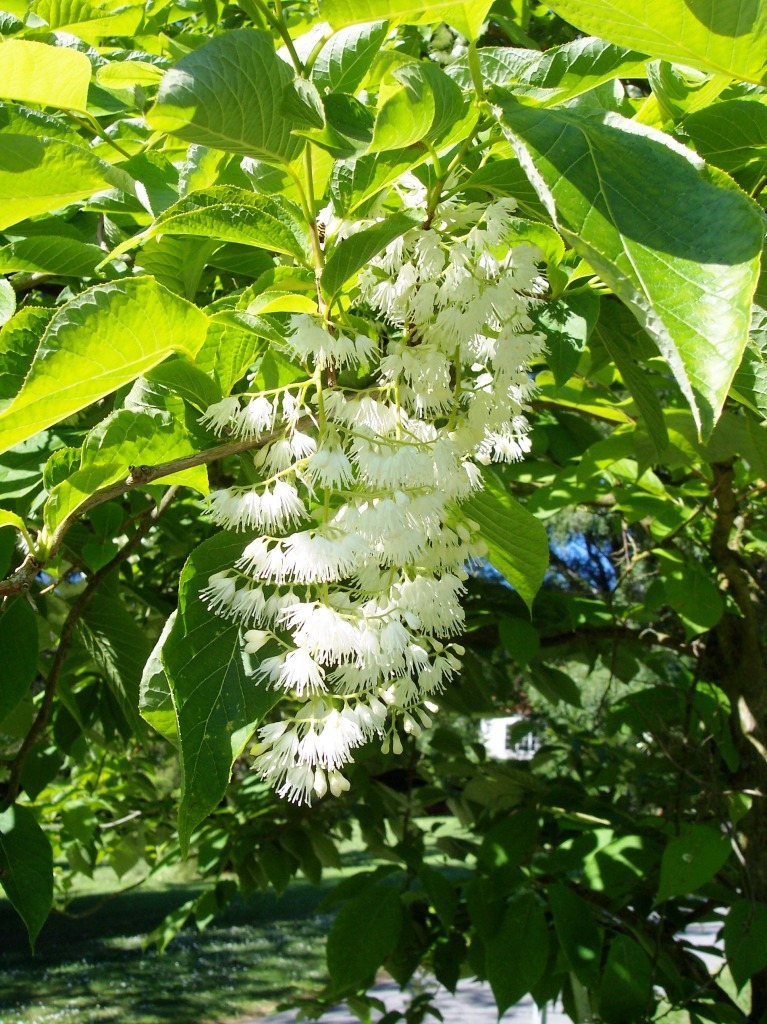
Pterostyrax hispida

La família es caracteritza per la disposició en espiral de les seves fulles, no tenir estípules i les seves flors blanques i simètriques amb de 2 a 5 pètals soldats.

Diversos gèneres inclouen espècies amb valor de planta ornamental. També se n'extreuen resines medicinals i perfums de l'escorça del gènere Styrax. 

## Gèneres
- Alniphyllum Matsum. (3 espècies).
- Bruinsmia Boer. & Koord. (2 espècies).
- Changiostyrax C.T.Chen (1 espècie).
- Halesia J.Ellis ex L. (3–5 espècies).
- Huodendron Rehder (4 species).
- Melliodendron Hand.-Mazz. (1 espècie).
- Parastyrax W.W.Sm. (2 espècies).
- Pterostyrax Siebold & Zucc. (4 espècies).
- Rehderodendron Hu (5 espècies).
- Sinojackia Hu (5 espècies).
- Styrax L. (prop de 130 espècies; sinònim: Pamphilia).

El gènere Pamphilia, de vegades es considera diferent.